# Курватура
Курвату́ра (от лат. curvatura — кривизна) — собирательное обозначение различных приёмов архитектурной композиции, заключающихся в намеренном отступлении от строгой симметрии, геометрических форм, прямых линий и плоскостей.

## История
Курватуру стали применять древнегреческие строители для устранения оптических искажений при восприятии зданий в ракурсах, вблизи и при ярком солнечном свете, а также для усиления пластической выразительности архитектуры. Вопреки позднейшему латинскому названию римляне применяли курватуру реже, чем древние греки, предпочитая прямые линии, ясные очертания и рациональное пропорционирование планов и фасадов зданий.
Первым курватуру античной архитектуры обнаружил и исследовал методом натурных обмеров английский архитектор и археолог Френсис Пенроуз. Он открыл энтазис колонн, показал намеренную кривизну ступеней и антаблемента Парфенона афинского Акрополя. Британское Общество дилетантов заинтересовалось его открытиями и в 1846 году повторно направило Пенроуза в Грецию, чтобы их подтвердить.
Главным сотрудником Френсиса Пенроуза в области архитектурных измерений был Томас Уилсон из Линкольна. Они завершили свою работу в мае 1847 года. В 1878 году Джон Пеннетхоум опубликовал монографию «Геометрия и оптика античной архитектуры» (Geometry and Optics of Ancient Architecture), основанную на обмерных данных, собранных Пенроузом. В 1847 году Общество дилетантов опубликовало труд Пенроуза «Аномалии в конструкции Парфенона» (Anomalies in the Construction of the Parthenon), в 1851 году появилась его фундаментальная работа «Принципы афинской архитектуры» (Principles of Athenian Architecture), полное издание было выпущено в 1888 году. Исчерпывающие обмеры, сделанные Пенроузом, окончательно установили: «То, что кажется параллельным или прямым в греческой архитектуре лучшего периода, обычно не является ни прямым, ни параллельным, а изогнутым или наклонным. Он решил загадку, о которой свидетельствовали все комментарии Витрувия».
В августе 1864 года греческий архитектор Эрнст Циллер представил своё исследование курватуры в античной архитектуре: «Об изначальном существовании кривизны Парфенона» (Ueber die ursprüngliche Existenz der Curvaturen des Parthenon), во многом основанное на обмерах древнегреческих храмов: Парфенона и Тесейона (ныне Храм Гефеста), проведённых Пенроузом. При составлении учебных программ Королевской школы искусств Циллер впервые ввёл разделы о «курватуре древних». Статью «Об изначальном существовании кривизны Парфенона», опубликованную в 1865 году, он дополнил инструкциями по созданию изогнутых горизонталей для практического использования в современном строительстве. Против теории об изначальной курватуре античных построек выступил Карл Бёттихер, опубликовавший в 1852 году работу по тектонике древнегреческой архитектуры (Die Tektonik der Hellenen), однако это не повлияло на признание концепции Пенроуза-Циллера, которая до настоящего времени считается безупречной.
Разделы, посвящённые этой теме, под названиями «Корректирование оптического обмана» и «Оптический обман горизонтальных и вертикальных линий» ввёл в свою «Историю архитектуры» выдающийся французский инженер и историк архитектуры Огюст Шуази (1899).

## Типология курватур
Отступления от геометрической точности и рациональных приёмов пропорционирования в архитектуре имеют многообразный характер. К приёмам намеренной курватуры относятся:
- Изменение масштаба удалённых частей.

О. Шуази в «Истории архитектуры», ссылаясь на диалог Платона («Софист»), утверждал, что «у греков было в обычае увеличивать высоту частей, рассматриваемых снизу и уменьшённых поэтому перспективой». Согласно угловому закону зрительного восприятия то, что находится выше, кажется меньше, чем те же детали, расположенные в нижней части здания. Поэтому мудрые древние греки последовательно увеличивали изначально равные членения стен снизу вверх и даже более того: делали стены слегка наклонными на зрителя.
Шуази демонстрирует это на схеме, подчёркивая, что «правило углов» нельзя выразить формулой, а можно говорить лишь об «определённой тенденции». Причём эта тенденция распространяется и на скульптуру, являющуюся непременной частью античного храма. Хорошо известно, что статуи, снятые с верхних частей здания, если их рассматривать на уровне глаз, кажутся искажёнными, поскольку они выполнены в расчёте на рассматривание снизу. Это относится и к скульптурам фриза и фронтонов Парфенона афинского Акрополя, и к скульптурам храма Зевса в Олимпии.
Другой пример масштабных поправок: в древнегреческих диптерах и портиках с двойным рядом опор колонны второго ряда делали, вопреки ожиданию, не толще, а напротив меньшего диаметра, чем такие же колонны первого ряда. «Таким образом, они казались одинаковых размеров с передними, но более отдалёнными от них, чем это было на самом деле; этим создавалось впечатление большей глубины».
- Энтазис.

Энтазис (от др.-греч. ἔντασις — напряжение) — небольшое утолщение колонны примерно на одной трети высоты от основания. Применялся главным образом в ионическом и коринфском ордерах классической архитектуры для создания зрительного эффекта напряжённости и устранения иллюзии вогнутости ствола колонны (фуста). Издали энтазис придает колонне более пластичный вид и выражает как бы сопротивление тяжести антаблемента. Энтазис имеет только зрительное значение. Он не несёт конструктивного смысла, поскольку с точки зрения сопротивления тяжести оптимальной является вогнутая форма колонны.
- Правило углового триглифа.

Фриз храма дорического ордера оформлен чередующимися триглифами и метопами. Триглифы располагаются по осям колонн и замыкают углы фриза. Такое расположение Витрувий назвал монотриглифным порядком (лат.  opus monotriglyphon). Но при этом возникает сложность: чтобы триглифы главного и боковых фасадов зрительно подчеркивали углы, соединяясь вместе, и оставались бы точно над осями колонн, строители стали применять «угловую контракцию» — постепенное, еле заметное сближение колонн к углам, иначе: последовательное сужение интерколумниев (расстояния между осями колонн). Иначе метопы «выходят не квадратными, а увеличенными в ширину». Витрувий, поклонник «строгого стиля древних», не одобрял такие нарушения.
В ранних постройках подобных сложностей избегали, делая триглифы шире или меняя пропорции метоп. Однако в период высокой классики, в частности в Парфеноне, изысканная контракция — несовпадение зрительных впечатлений и действительных отношений — выражает эллинскую идею целостности оптического пространства и достижения через рациональное пропорционирование идеальной зрительной гармонии. Позднее, в римской архитектуре, Витрувий отступил от «правила угловых триглифов». Желая придать больший рационализм всей конструкции, он вынес на углы здания метопы и тем самым уничтожил зрительную размеренность, тектоничность дорийского стиля.
- Наклон вертикальных линий

Древнегреческие архитекторы применяли «угловую контракцию» — постепенное, еле заметное сближение колонн к углам. Это шло на пользу зрительному впечатлению, поскольку компенсировало иллюзорное утонение угловых колонн в потоках яркого солнечного света. С той же целью угловые колонны делали несколько толще остальных и слегка наклоняли внутрь. Поскольку колонны собирали из отдельных каменных барабанов, сделать это было относительно легко без ущерба для прочности сооружения, последовательно наклоняя плоскости стыковок. В архитектуре позднейших времён, как отмечал О. Шуази, забвение этого правила приводило к тому, что колонны «кажутся расходящимися веером». Таким же образом в древнегреческих храмах плоскости фронтонов делали несколько нависающими вперёд.
- Изгибы горизонтальных линий

Одной из закономерностей зрительного восприятия является небольшой «прогиб» горизонтальных линий: с некоторого расстояния горизонталь кажется вогнутой. Для компенсации такого «провисания» плоскость стилобата (верхнюю плоскость основания постройки) делали слегка выпуклой. Впервые такой приём использовал Иктин при строительстве храма Аполлона в Бассах.